# رئيس حكومة كاتالونيا
رئيس حكومة كاتالونيا أو رئيس كتالونيا العام (بالإسبانية: Presidente de la Generalidad de Cataluña)‏ (بالكتالونية: President de la Generalitat de Catalunya)‏; (بالأكستانية: President dera Generalitat de Catalonha)‏ وهو أعلى منصب تمثيل لمجلس كتالونيا العام والممثل الرسمي للدولة في منطقة كاتالونيا ذاتية الحكم. كما أنه رئيس الحكومة المحلية. يتم اختياره من قبل البرلمان المستقل من بين نوابه ويعينه الملك. وحاليا يشغل هذا المنصب يواكيم تورا، الذي عينه البرلمان في 14 مايو 2018 وتولى منصبه في 17 مايو. وفي 10 يناير 2020 قرر المجلس الانتخابي المركزي (JEC) سحب مقعده لعصيانه، لكن برلمان كاتالونيا مع محاميه اعتبروا أن ذلك ليس من ضمن سلطاته. بانتظار قرار نهائي من المحكمة العليا حول إقالته.
باعتباره أعلى تمثيل لمجلس كتالونيا العام، فإن له سلطة الدعوة إلى انتخابات برلمان كاتالونيا. بصفته الممثل الرسمي للدولة الإسبانية في كاتالونيا، تقع على عاتقه مسؤولية إصدار قوانين كاتالونيا باسم الملك ويأمر بنشرها والامتثال لها، فضلاً عن الأمر بنشر في الجريدة الرسمية لكتالونيا عند تعيين رئيس المحكمة العليا لكاتالونيا.

## الرئاسة الحالية
ينتخب برلمان كتالونيا رئيس كتالونيا العام ثم يعينه ملك إسبانيا. وللمكتب وظائف تمثيلية وحكومية.

### وظائف تمثيلية
يتمتع الرئيس بأعلى تمثيل في الخنيراليتات وممثل الدولة في كتالونيا. كما أنه مسؤول عن العلاقات الداخلية مع الهيئات الأخرى للدولة ومع مناطق إسبانيا ذات الحكم الذاتي الأخرى التي تشترك معها كاتالونيا في المصالح. كما أن الرئيس مسؤول عن الدعوة إلى الانتخابات (التي يجب إجراؤها كل أربع سنوات على الأقل) وتعيين وزراء إقليميين (يطلق عليهم رسميًا Consellers أو Consejeros) وغيرها من المناصب العليا على النحو المنصوص عليه في القانون. وبصفته ممثلاً رسميًا للدولة في المنطقة، فإنه يصدر القوانين في المنطقة باسم الملك.

### الوظائف الحكومية
الرئيس هو عضو في الحكومة الكتالانية يقودها وينسقها. يختار وله أن يرفض الوزراء، ويدعو لاجتماع المجلس التنفيذي الذي هو رئيسه. كما يوقع المراسيم الصادرة عن المجلس التنفيذي ويأمر بنشرها. ويمكنه أيضًا الدعوة لعقد اجتماع استثنائي للبرلمان الكتالوني، والذي يمكن في تلك الحالة أن يتم حله أو إجراء مناقشة عامة.
علاوة على ذلك يجب على الرئيس تنسيق جدول الأعمال التشريعي لحكومته، ووضع المعايير العامة وإعطاء جميع المعلومات التي قد يقرر البرلمان طلبها.